# Concerto pour violon de Beethoven
Pour les articles homonymes, voir Concerto pour violon (homonymie).
Le Concerto pour violon en ré majeur, op. 61, est une œuvre de Ludwig van Beethoven, écrite en 1806,.

## Genèse
Sa composition prend place entre sa troisième et sa quatrième symphonie et est contemporaine de celle de son quatrième concerto pour piano. Poème d'amour en musique qui exprime — peut-être, selon certains historiens qui croient à l'hypothèse "Thérèse de Brunswick / Immortelle bien-aimée" — le bonheur consécutif aux fiançailles passées secrètement avec Thérèse de Brunswick — dont le fait est encore discuté. Le concerto reçut un accueil critique parfois sévère (« manque de cohérence, vacarme continuel entretenu par quelques instruments...»). Le musicien a écrit précédemment deux romances pour violon et orchestre (op. 40 et op. 50 en 1803 et 1805) et ne reprendra plus par la suite cette forme musicale. 
Le concerto est publié en 1808 au comptoir des Arts et de l'Industrie à Vienne.
Le dédicataire en est Stephan von Breuning,.
La première a lieu le 23 décembre 1806, au Theater an der Wien, sous l'archet de Franz Clement,, célèbre violoniste de l'époque.
Il semble que l'achèvement de son écriture ait précédé de peu le concert, obligeant le soliste à faire du déchiffrage en direct. Il joua d'ailleurs ce concerto en deux parties séparées par d'autres pièces de son cru (jouées avec le violon renversé et sur une seule corde) ce qui n'était guère le meilleur moyen pour que le public puisse apprécier le concerto. Elle ne fut guère jouée du vivant du musicien, les auditeurs la trouvant assez peu virtuose, le thème trop souvent répété (40 fois), le violon étant très peu présent voire sous-exploité par rapport aux concertos de Niccolò Paganini de l'époque. Malgré ces réserves, la critique reconnut dans l'ensemble le mérite de la musique du maître. 
Seule la représentation de Pierre Baillot en 1812 à Berlin et celle du jeune Henri Vieuxtemps en 1834 à Vienne, sont connues avant la redécouverte par le violoniste Joseph Joachim qui le joue en 1844 à Londres sous la direction de Felix Mendelssohn[réf. souhaitée].
Les cadences les plus souvent jouées sont celles de Fritz Kreisler.

## L'œuvre
Le concerto comporte trois mouvements et son exécution dure environ quarante minutes. Le premier mouvement dure près de vingt-cinq minutes et débute par un motif rythmique de quatre coups aux timbales que l'on retrouvera dans tout le mouvement.
- Allegro ma non troppo en ré majeur

Longue introduction de l'orchestre rythmé par le leitmotiv de quatre notes égales auquel enchaîne le violon dans une progression harmonique du grave à l'aigu. Les deux thèmes de la forme sonate sont exposés ensuite aux clarinettes et aux bassons. Le violon reprend le thème principal qui précède le développement que se partagent l'orchestre et le soliste.
- Larghetto en sol majeur
- Rondo allegro en ré majeur

## Orchestration
| Nomenclature du Concerto pour violon                                 |
| Soliste                                                              |
| violon                                                               |
| Cordes                                                               |
| Premiers violons, seconds violons, altos, violoncelles, contrebasses |
| Bois                                                                 |
| 1 flûte, 2 hautbois, 2 clarinettes en la, 2 bassons                  |
| Cuivres                                                              |
| 2 cors en ré, 2 trompettes en ré                                     |
| Percussions                                                          |
| Timbales en ré et la                                                 |

## Transcription pour piano
Il existe une transcription pour piano et orchestre de ce concerto, sous l'opus 61a, réalisée par Beethoven en 1807 et publiée en 1808 au comptoir des Arts et de l'Industrie à Vienne.
Beethoven adapte de nouvelles cadences destinées aux premier et troisième mouvements de cette transcription. Dédiée à Julie von Breuning, pianiste et femme de Stephan von Breuning, elle est parfois appelée Concerto pour piano no 6.

## Enregistrements
Il existe près de 260 enregistrements de ce concerto. Le premier connu est celui du violoniste Josef Wolfsthal datant de 1925. Tous les grands violonistes ont gravé cette œuvre. 
On peut citer parmi eux Yehudi Menuhin (près de dix enregistrements dont trois avec Wilhelm Furtwängler dont les plus importants sont ceux de Lucerne de 1947 et de Londres de 1953. En effet, en septembre 1947,Yehudi Menuhin, qui considérait que le comportement de Furtwängler pendant la période nazie avait été irréprochable, vint à Berlin pour jouer ce concerto avec lui.
D'autres enregistrements avec David Oïstrakh (près de onze enregistrements) sont aussi remarquables.